# Castillo de Torralba de los Frailes
El castillo de Torralba de los Frailes es una fortaleza situada en el municipio español de Torralba de los Frailes, en la provincia de Zaragoza. 

## Historia
Situada en la extremadura aragonesa, Torralba de los Frailes, perteneció durante algún tiempo al Monasterio de San Salvador de Oña, pero una vez recuperada para Aragón, Alfonso II creó una encomienda de la Orden del Santo Sepulcro de Jerusalén, dependiente del prior de Calatayud, a la que quedó encomendada la defensa de la plaza. No obstante, Torralba perteneció a la comunidad de aldeas de Daroca.
Existe constancia de que en 1344 se realizaron obras de mejora en la fortificación y se conoce que en 1449 se concentraron aquí tropas de Torralba y de Fuset al mando del capitán de las fronteras de Daroca Juan de Lanuza en el marco de la Guerra castellano-aragonesa.

## Descripción
Del antiguo castillo se conserva tan solo una torre bastante adusta de unos 10 por 6 metros de base y unos seis metros de altura, construida en mampostería y cal y que se encuentra muy alterada en su estructura por dedicarse en la actualidad a vivienda particular. Se encuentra anexa a la iglesia barroca de la localidad, formando con ella un solo conjunto. Da la torre sale un lienzo de la muralla que mantiene las almenas originales, conservando alguna saetera.
El castillo debió de ser una especie de ciudadela o castillo refugio, ya que se conoce que sirvió como tal para la población durante la guerra de los Dos Pedros.

## Catalogación
El Castillo de Torralba de los Frailes está incluido dentro de la relación de castillos considerados Bienes de Interés Cultural en virtud de lo dispuesto en la disposición adicional segunda de la Ley 3/1999, de 10 de marzo, del Patrimonio Cultural Aragonés. Este listado fue publicado en el Boletín Oficial de Aragón del día 22 de mayo de 2006.